# FC Vado
FC Vado is een Italiaanse voetbalclub uit Vado Ligure die anno 2008 speelt in de Serie D/A. De club werd opgericht in 1913 en de officiële clubkleuren zijn rood en blauw. FC Vado werd in 1922 de winnaar van de Coppa Italia die voor het eerst werd georganiseerd. Het won de finale tegen Udinese.

## Erelijst
- Coppa Italia

1922

## Bekende (oud-)spelers
- Virgilio Levratto